# Joris van Son

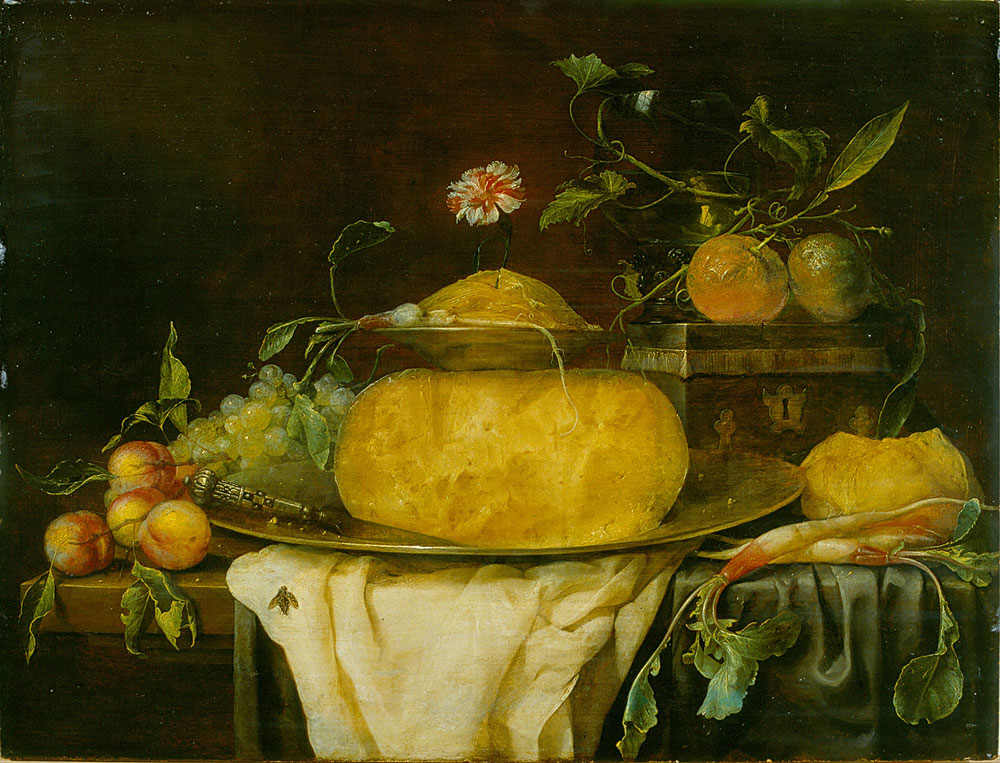
Martwa natura z serem, Musée des Beaux-Arts de Tours, 50. XVII

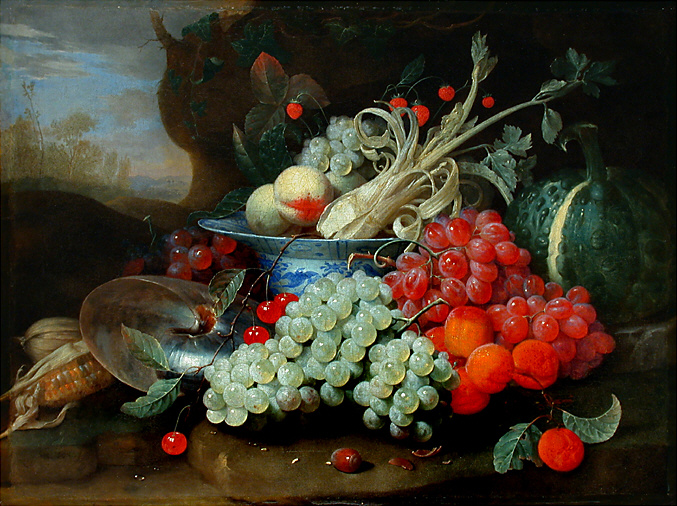
Martwa natura z muszlą, ok. 1660–1665

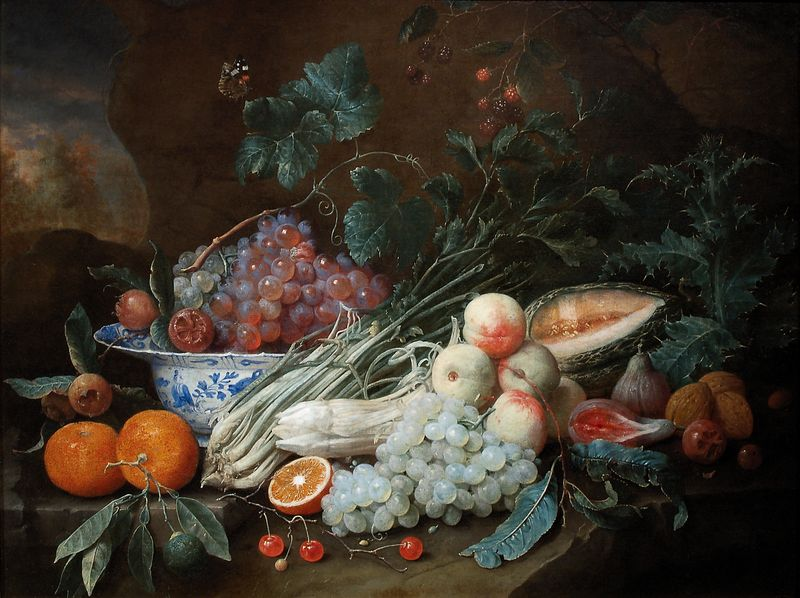
Martwa natura z owocami i chińską wazą z epoki Ming, Muzeum Narodowe - Oddział Sztuki Dawnej, 1667

Joris van Son (ur. 1623 w Antwerpii, zm. 1667 tamże) – flamandzki malarz okresu baroku.
W 1642/43 został mistrzem gildii św. Łukasza. Tworzył pod wpływem Daniela Seghersa i J. D. de Heema. Malował owoce, girlandy i festony, zastawione stoły. Ulubionym jego motywem był gotowany homar wśród owoców, zabitych ptaków lub kielichów. Zachowało się ok. 40 jego obrazów.
Uczniami malarza byli, jego syn Jan Frans van Son (1658-1718) oraz Jan Pauwel Gillemans II.

## Wybrane dzieła
- Martwa natura, Madryt, Prado (dwie wersje),
- Martwa natura (ok. 1650), St. Petersburg, Ermitaż,
- Martwa natura z homarem (1660), Cambridge, Fitzwilliam Museum,
- Martwa natura z krabami, Ottawa, National Gallery of Canada,
- Martwa natura z owocami, ostrygami i dzbanem, Lipsk, Museum der Bildenden Kuenste,
- Martwa natura z owocami i chińską wazą z epoki Ming (1667), Gdańsk, Muzeum Narodowe - Oddział Sztuki Dawnej,
- Martwa natura z serem, Musée des Beaux-Arts de Tours (lata 50. XVII w.)
- Owoce i warzywa, Drezno, Gemaeldegalerie.